# Tribunal Supremo de Puerto Rico

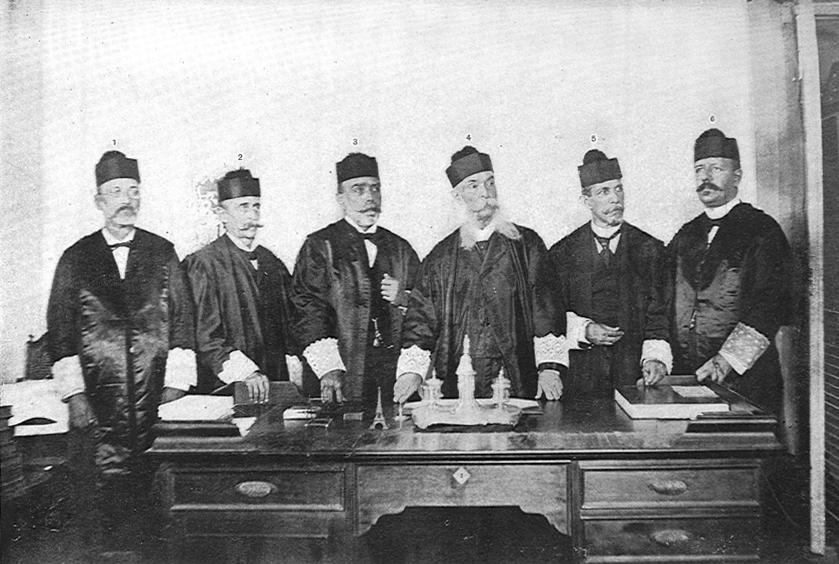
Primer Tribunal Supremo de Puerto Rico nombrado por la Ley Foraker.

El Tribunal Supremo de Puerto Rico es el foro judicial de mayor jerarquía en Puerto Rico. Por delegación constitucional, el Tribunal Supremo es la autoridad judicial máxima para interpretar las leyes y la Constitución de Puerto Rico. El Artículo V de la Constitución de Puerto Rico le otorga el poder judicial a este Tribunal y por esto es la cabeza del mismo, teniendo además la potestad inherente para reglamentar la profesión de la abogacía en el territorio. La sede del tribunal se encuentra en la ciudad capital de San Juan.

## Estructura y poderes
El Tribunal Supremo de Puerto Rico fue establecida por la Ley Foraker en 1900 y mantenido en la Constitución de Puerto Rico de 1952. Es el único tribunal requerido por la Constitución, ya que todos los demás tribunales son creados por la Asamblea Legislativa de Puerto Rico. No obstante, ya que Puerto Rico es un territorio no incorporado de los Estados Unidos, también existe una corte federal estadounidense de jurisdicción en la Isla.
Los jueces (actualmente nueve) son nombrados por el Gobernador de Puerto Rico y confirmados por mayoría de votos por el Senado. Uno de estos nueve jueces sirve como Presidente del Tribunal Supremo; los miembros restantes son designados jueces asociados. A diferencia de la Corte Suprema de los Estados Unidos, los jueces del Tribunal Supremo de Puerto Rico no sirven de por vida, ya que la Constitución de Puerto Rico exige que todos los jueces deben retirarse al cumplir los 70 años. Los jueces del Tribunal Supremo podrán ser destituidos por las mismas causas que al gobernador descritas en el artículo III sección de la Constitución, mientras que los jueces de inferior jerarquía podrán ser destituidos por el Tribunal Supremo.
Si bien la Constitución de Puerto Rico establece que el Tribunal estará compuesta por cinco jueces, también contiene una disposición según la cual el número puede modificarse, aunque solo a petición del propio Tribunal. Esta disposición se ha utilizado cuatro veces en la historia del Tribunal. Inmediatamente después de la ratificación de la Constitución, el Tribunal solicitó dos jueces adicionales. A principios de la década de 1960, el Tribunal solicitó nuevamente la incorporación de dos jueces más, argumentando que había un atraso en el caso. Posteriormente, durante la década de 1970, el Tribunal solicitó que su número se redujera a siete miembros, argumentando que se había atendido el retraso. Finalmente, en 2010, una mayoría de 4–3 de los jueces solicitó a la Asamblea Legislativa que aumentara nuevamente la membresía del Tribunal a 9 miembros.
La jurisdicción del Tribunal es sólo sobre la Constitución y las leyes de Puerto Rico y funciona sólo como corte apelativa. El Tribunal Supremo de Puerto Rico, funciona de la misma manera en la cual funcionan las Cortes Supremas de los estados de Estados Unidos. Por lo tanto, una decisión del Tribunal Supremo de Puerto Rico, solo puede ser revisada, en contadas circunstancias, por la Corte Suprema de los Estados Unidos. Esto debido a que el arreglo constitucional de Puerto Rico es análogo al de los estados de la Unión. El tribunal tiene el poder de revisión judicial y su decisión establece precedente y es vinculante dentro de la jurisdicción de Puerto Rico.
Los períodos del Tribunal Supremo comienzan el primer lunes de octubre y termina en la última semana de junio del año siguiente. Sin embargo, durante los meses de receso de julio a septiembre, un panel alterno de tres jueces puede escuchar casos y sus decisiones se consideran un precedente vinculante. Sin embargo, para que cualquier ley aprobada por la Asamblea Legislativa sea declarada inconstitucional, requiere los votos de la mayoría de los miembros que componen el Tribunal.
Los jueces deciden si escuchar o no argumentos orales para el caso. Si el caso es controvertido o tiene un gran interés público, se puede programar un argumento oral, aunque los argumentos orales fueron escasos bajo el presidente del Tribunal Supremo Federico Hernández Denton. Cuando se produce un argumento oral, cada parte tiene veinticinco minutos para declarar sus respectivas reclamaciones y cinco minutos para la refutación. Después de que las partes hayan terminado su discusión, cada juez tiene diez minutos (en orden de antigüedad) para hacer preguntas a cada parte. Los jueces pueden decidir ceder el equilibrio de su tiempo a uno de sus colegas.
El Tribunal Supremo de Puerto Rico mantiene los registros oficiales de los abogados con licencia en Puerto Rico.

### Juez Presidente de Tribunal Supremo
El Presidente del Tribunal Supremo es el presidente del tribunal, y entre sus funciones dirige la administración de los diferentes tribunales, preside la Junta de Redistribución de Distritos Constitucionales que revisa los distritos senatoriales y representativos de Puerto Rico después de cada censo decenal y preside el juicio político del Gobernador de Puerto Rico.

### Lista de Jueces Presidentes
- Hon. José Severo Quiñonez (1900-1909)
- Hon. José Conrado Hernández (1909-1922)
- Hon. Emilio del Toro Cuebas (1922-1943)
- Hon. Martín Travieso (1944-1948)
- Hon. Ángel R. De Jesús (1948-1951)
- Hon. Roberto H. Todd Borrás (1951-1952)
- Hon. A. Cecil Snyder (1953-1957)
- Hon. Jaime Sifre Dávila (1957-1957)
- Hon. Luis Negrón Fernández (1957-1972)
- Hon. Pedro Pérez Pimentel (1972-1974)
- Hon. José Trías Monge (1974-1985)
- Hon. Víctor M. Pons (1985-1992)
- Hon. José Andreu García (1992-2003)
- Hon. Miriam Naveira (2003-2004)
- Hon. Federico Hernández Denton (2004-2014)
- Hon. Liana Fiol Matta (2014-2016)
- Hon. Maite Oronoz Rodríguez (2016-presente)

### Origen de los Tribunales Interiores
Los tribunales municipales y de distrito han existido en Puerto Rico desde al menos el siglo XIX. Cuando Estados Unidos invadió la isla, se dispuso a reorganizar el sistema judicial. El régimen militar estadounidense en Puerto Rico promulgó la Orden 118 de 1899, por la cual el sistema de Tribunales Penales y Tribunales de Primera Instancia e Investigación fue reemplazado por cinco tribunales de distrito en San Juan, Ponce, Mayagüez, Arecibo y Humacao.

### Enmiendas al Reglamento del Tribunal y decisiones trascendentales
Una mayoría de 4–3 modificó la Regla 5 del Reglamento del Tribunal Subremo para permitir que el juez de mayor rango en el lado de la mayoría de cada caso determine el miembro de la Corte que escribiría la opinión de la mayoría. Anteriormente, el presidente del Tribunal Supremo, incluso en el lado minoritario de un caso, asignaba la redacción de la opinión de la Corte.
En Suárez Cáceres v. CEE , el tribunal anuló una decisión judicial previa que requería que se incluyera una opción de "Ninguno de los anteriores" en los plebiscitos de estatus político. Esa opción obtuvo una mayoría absoluta de votos en el plebiscito de estatus político de 1998.
En Senado de Puerto Rico (v. Gobierno de Puerto Rico et al. 2019 TSPR 138), el Tribunal Supremo en votación unánime (9-0) declaró nula la juramentación del Secretario de Estado Pedro Pierluisi al cargo de gobernador por vacante absoluta del cargo.

## Jueces actuales
Hasta febrerode 2025, los jueces del Tribunal Supremo de Puerto Rico son:
| Juez                                      | Año de Nacimiento | Nombrado por             | Año de Nombramiento | Año de Finalización del Término | Posiciones Previas                             |
| ----------------------------------------- | ----------------- | ------------------------ | ------------------- | ------------------------------- | ---------------------------------------------- |
| Maite Oronoz Rodríguez (Jueza Presidenta) | 1976              | Alejandro García Padilla | 2016                | 2046                            | Jueza Asociada del Tribunal Supremo            |
| Mildred Pabón Charneco                    | 1957              | Luis Fortuño             | 2009                | 2027                            | Jueza del Tribunal de Apelaciones              |
| Rafael Martínez Torres                    | 1959              | Luis Fortuño             | 2009                | 2029                            | Juez del Tribunal de Apelaciones               |
| Erick Kolthoff Caraballo                  | 1961              | Luis Fortuño             | 2009                | 2031                            | Juez Superior (2007-2009)                      |
| Roberto Feliberti Cintrón                 | 1963              | Luis Fortuño             | 2011                | 2033                            | Juez del Tribunal de Apelaciones               |
| Luis Estrella Martínez                    | 1971              | Luis Fortuño             | 2011                | 2041                            | Asesor Legislativo en materia legal            |
| Angel Colón Pérez                         | 1977              | Alejandro García Padilla | 2016                | 2047                            | Asesor del Gobernador Alejandro García Padilla |
| Camille Rivera Pérez                      | 1974              | Jenniffer González       | 2025                | 2044                            | Jueza del Tribunal de Apelaciones              |
| Raul Candelario López                     | Se desconoce      | Jenniffer González       | 2025                | Se desconoce                    | Juez del Tribunal de Primera Instancia         |